# Ducati 860 GT-GTS
Die Ducati 860 GT und Ducati 860 GTS waren Motorräder des italienischen Herstellers Ducati.

## Geschichte
Der von Giorgio Giugiaro gestaltete Nachfolger der Ducati 750 GT wurde auf dem Mailänder Salon im Herbst 1973 erstmals der Öffentlichkeit vorgestellt. Passend zum kantigen Design des Tanks wurden auch die Seitendeckel des Motorgehäuses neu gestaltet – der sogenannte Rundmotor wurde abgelöst.
Da in den USA seit 1974 die Linksschaltung vorgeschrieben wurde, rüstete Ducati die ab 1975 produzierte 860 GT entsprechend aus. Die GT kostete in Deutschland 7000 DM. Die GT war optional mit einem Elektrostarter als Version GTE erhältlich. 1976 wurde die 860 GTS auf den Markt gebracht und für einen Preis von 8120 DM angeboten.
1977–1979 wurde die Ducati 900 GTS angeboten, die aber auch nur 864 cm³ hatte und nur in England die Zündung von Lucas.

## Technik

### Motor
Der Motor hatte bei einer Bohrung von 86 mm und Hub 74,4 mm ein konstantes Drehmoment von 7 mkp (68,6 Nm) zwischen 3.000 min−1 und 9.000 min−1.
Der Nockenwellenantrieb des 90°-luftgekühlten Zweizylinder-Viertakt-V-Motors erfolgte über zwei Königswellen, deren Antrieb gegenüber dem Vorläufer 750 GT vereinfacht wurde.
Die Ventilsteuerung wurde konventionell über eine Nockenwelle pro Zylinderkopf, Kipphebel und Schraubenfedern ausgeführt; ebenso wie die Ventilspieleinstellung über Einstellschrauben mit Kontermuttern – nicht mit Shims wie bei der 750 GT.
Der Nebenstromölfilter reinigte das Öl für den hinteren Zylinder.
Die wartungsfreie, elektronisch geregelte Magnetzündung (kontaktlose Thyristor-Zündanlage) kam von Ducati Elettronica. Die 860 GTS hatte laut Prospekt in Deutschland einen serienmäßigen Ölbadkettenkasten, E-Starter, eine Jodlampe und war gespanntauglich.
Zwei Horizontal-Vergaser (Typ Dell'Orto PHF 32 AD/AS) versorgten den Motor mit dem Gemisch.

### Fahrwerk
Eine 38 mm Ceriani-Teleskopgabel führte das Vorderrad, für die Hinterradfederung waren Marzocchi-Federbeine eingebaut.
Der Rahmen unterschied sich erheblich von dem der Super-Sport-Modelle. Die Kettenspannung wurde nicht wie bei den Super-Sport-Ausführungen dadurch eingestellt, dass die Hinterachse in der Schwinge verschoben wurde. Die Hinterachse war stattdessen in der Schwinge unverrückbar geklemmt, die Schwingenachse war in exzentrischen Buchsen im Rahmen gelagert, die Buchsen waren in einer Klemmung gehalten. Die Kettenspannung wurde dadurch reguliert, dass die gesamte Schwinge durch Drehen dieser Exzenterbuchsen bewegt wurde. Diese Konstruktion stellt sicher, dass das Hinterrad immer spurrichtig in der Schwinge steht, weil ein unterschiedliches Verschieben der Spanner auf den Seiten der Schwinge unmöglich ist.
Das dafür notwendige Spezialwerkzeug lag allen Maschinen im Bordwerkzeug bei.

## Versionen
Bereits ein Jahr nach Einführung der GT wurde die GTS mit geändertem Tank für besseren Knieschluss, flacherer Sitzbank und zahlreichen Detailänderungen eingeführt.
Das Zündschloss wurde zwischen Tacho und Drehzahlmesser angeordnet; die Chokebetätigung wanderte neben den Tacho.